# Жуково (гмина)
Жуково (пол. Żukowo) — городско-сельская гмина (волость) в Польше, входит как административная единица в Картузский повет, Поморское воеводство. Население — 24 288 человек (на 30 июня 2004 года).

## Демография
Данные по переписи в 2004 году:
| Перепись                       | Всего   | Всего | Женщины | Женщины | Мужчины | Мужчины |
| ------------------------------ | ------- | ----- | ------- | ------- | ------- | ------- |
| Единицы                        | человек | %     | человек | %       | человек | %       |
| Население                      | 24 288  | 100   | 12 153  | 50      | 12 135  | 50      |
| Плотность населения (чел./км²) | 148,1   | 148,1 | 74,1    | 74,1    | 74      | 74      |

## Населенные пункты

### Сельские округа
1. Баби-Дул
2. Банино
3. Борково
4. Видлино
5. Глинч
6. Лапино-Картуске
7. Лезьно
8. Малково
9. Мишево
10. Нестемпово
11. Новы-Свят
12. Отомино
13. Пемпово
14. Пшиязнь
15. Рембехово
16. Рутки
17. Скшешево-Жуковске
18. Сульмин
19. Тухом
20. Хващино

### Поселения
1. Барневице
2. Боровец
3. Видлино
4. Льниская
5. Мишевко
6. Пяский
7. Стара-Пила
8. Чапле

## Соседние гмины
1. Гданьск
2. Гдыня
3. Гмина Картузы
4. Гмина Кольбуды
5. Гмина Пшодково
6. Гмина Пшивидз
7. Гмина Сомонино
8. Гмина Шемуд